# Vitis luochengensis var. tomentosonerva
Vitis luochengensis var. tomentosonerva — різновид рослин з виду Vitis luochengensis, з роду Виноград (Vitis). Ендемік для Китаю (провінція Гуандун). Зростає у лісах та долинах, на висоті від 400 до 700 метрів над рівнем моря. Плодоносить у травні.